# Фехтование на летних Олимпийских играх 1928
Соревнования по фехтованию на летних Олимпийских играх 1928 года проводились среди мужчин и женщин.

## Общий медальный зачёт
| Место | Страна         | Золото | Серебро | Бронза | Всего |
| ----- | -------------- | ------ | ------- | ------ | ----- |
| 1     | Франция        | 2      | 3       | 0      | 5     |
| 2     | Италия         | 2      | 1       | 2      | 5     |
| 3     | Венгрия        | 2      | 1       | 0      | 3     |
| 4     | Германия       | 1      | 1       | 1      | 3     |
| 5     | Великобритания | 0      | 1       | 0      | 1     |
| 6     | Аргентина      | 0      | 0       | 1      | 1     |
| 6     | Польша         | 0      | 0       | 1      | 1     |
| 6     | Португалия     | 0      | 0       | 1      | 1     |
| 6     | США            | 0      | 0       | 1      | 1     |

## Медалисты

### Мужчины
| Дисциплина                  | Золото | Серебро                                                                                                 | Бронза |
| --------------------------- | --- | --- | --- |
| Шпага Личное первенство     | Люсьен Годен Франция | Жорж Бюшар Франция                                                                                      | Джордж Колнэн США |
| Шпага Командное первенство  | Италия · Джулио Баслетта · Марчелло Бертинетти · Джанкарло Корнаджа-Медичи · Карло Агостони · Ренцо Миноли · Франко Риккарди | Франция · Жорж Бюшар · Гастон Амсон · Эмиль Корник · Бернар Шмец · Рене Барбье · Арман Массар           | Португалия · Паулу дʼЭса Леал · Мариу ди Норонья · Жоржи Пайва · Фредерику Паредиш · Жуан Сассетти · Энрике да Силвейра |
| Рапира Личное первенство    | Люсьен Годен Франция | Эрвин Касмир Германия                                                                                   | Джулио Гаудини Италия                                                                                                   |
| Рапира Командное первенство | Италия · Уго Пиньотти · Джулио Гаудини · Джорджо Пессина · Джоаккино Гваранья · Оресте Пулити · Джорджо Кьяваччи             | Франция · Филипп Катьо · Роже Дюкре · Андре Лабатю · Люсьен Годен · Раймон Флаше · Андре Габорьо        | Аргентина · Рауль Ангануцци · Эктор Луккетти · Луис Луккетти · Роберто Ларрас · Кармело Каме                            |
| Сабля Личное первенство     | Эдён Терстянски Венгрия | Аттила Печауэр Венгрия                                                                                  | Бино Бини Италия |
| Сабля Командное первенство  | Венгрия · Шандор Гомбош · Эдён Терстянски · Йожеф Ради · Янош Гараи · Дьюла Гликаиш · Аттила Печауэр                         | Италия · Бино Бини · Оресте Пулити · Джулио Саррокки · Ренато Ансельми · Эмилио Салафия · Густаво Марци | Польша · Адам Папе · Тадеуш Фридрих · Казимеж Ласковский · Владислав Сегда · Александр Малецкий · Ежи Забельский        |

### Женщины
| Дисциплина               | Золото                | Серебро                      | Бронза                 |
| ------------------------ | --------------------- | ---------------------------- | ---------------------- |
| Рапира Личное первенство | Хелена Майер Германия | Муриэл Фримен Великобритания | Ольга Элькерс Германия |